# Rajaz
Rajaz è un album in studio dal gruppo musicale Camel, pubblicato nel 1999.
Il disco, molto apprezzato dalla critica e dai fan, è considerato come un ritorno ad uno "stato di forma" del gruppo.

## Tracce
1. Three Wishes (Andrew Latimer) – 6:58
2. Lost and Found (Susan Hoover, Latimer) – 5:38
3. The Final Encore (Latimer) – 8:07
4. Rajaz (Hoover, Latimer) – 8:15
5. Shout (Hoover, Latimer) – 5:15
6. Straight to My Heart (Latimer) – 6:23
7. Sahara (Latimer) – 6:44
8. Lawrence (Hoover, Latimer) – 10:46

## Formazione
- Andrew Latimer – Chitarra, Voce, Flauto, Tastiere, Percussioni
- Colin Bass – Basso
- Ton Scherpenzeel – Tastiere
- Dave Stewart – Batteria, Percussioni
- Barry Phillips – Violoncello